# San Biase
San Biase község (comune) Olaszország Molise régiójában, Campobasso megyében.

## Fekvése
A megye keleti részén fekszik. Határai: Salcito, Sant’Angelo Limosano és Trivento.

## Története
A települést 14. században alapították. A következő századokban nemesi birtok volt. A 19. században nyerte el önállóságát, amikor a Nápolyi Királyságban felszámolták a feudalizmust.

## Népessége
A népesség számának alakulása:

## Főbb látnivalói
- Santa Maria dell’Acquabona-templom